# Lijst van beelden in Oost Gelre
Dit is een (onvolledige) chronologische lijst van beelden in Oost Gelre. Onder een beeld wordt hier verstaan elk driedimensionaal kunstwerk in de openbare ruimte van de gemeente Oost Gelre, waarbij beeld wordt gebruikt als verzamelbegrip voor sculpturen, standbeelden, installaties, gedenktekens en overige beeldhouwwerken.
Voor een volledig overzicht van de beschikbare afbeeldingen zie: Beelden in Oost Gelre op Wikimedia Commons.
| Geplaatst                                     | Titel/Omschrijving | Kunstenaar         | Straat                                                  | Plaats        | Materiaal                                        | Afbeelding                    |
| --------------------------------------------- | --- | ------------------ | ------------------------------------------------------- | ------------- | ------------------------------------------------ | ----------------------------- |
| 12 mei 1874 (zwerfkei)15 oktober 1966 (leeuw) | Koningssteen (De Lichtenvoorde zwerfkei) | Emil Ebert (leeuw) | markt                                                   | Lichtenvoorde | steen                                            |                               |
| 1930 ca.                                      | Sint Joseph |                    | Lievelderstraat gevel schoolgebouw                      | Groenlo       |                                                  |                               |
|                                               | Antonius van Padua | Leo Jungblut       | Lichtenvoordseweg                                       | Groenlo       | keramiek                                         |                               |
| 1959                                          | Maria gevelplastiek |                    | Deken Hooijmansingel/ Lichtenvoordseweg Marianumschool  | Groenlo       | metaal                                           |                               |
| 1972                                          | Touwspringend meisje | Antoinette Ruiter  | Buitenschans Basisschool De Ni-je Veste (gestolen 2011) | Groenlo       | brons                                            |                               |
| 1973                                          | Salto | Nic Jonk           | De Bempte                                               | Groenlo       | brons                                            |                               |
| 1984                                          | Molecule | Jac Maris          | Ziekenhuisstraat verpleeghuis De Molenberg              | Groenlo       | keramiek                                         |                               |
| 1985                                          | Claartje | Paul de Swaaf      | Buitenschans gezondheidscentrum Den Papendiek           | Groenlo       | brons                                            |                               |
| 1989                                          | Sjabdiz | Jos Oehlen         | De Dael (gestolen 2011)                                 | Groenlo       | brons                                            |                               |
| 1992                                          | Omgevingsvormgeving | Onno van Dokkum    | Karel Doormanstraat                                     | Groenlo       | cortenstaal en roestvast staal                   |                               |
| 1992 ca.                                      | Beeld van een stad | Kees Jansen        | Lievelderstraat                                         | Groenlo       | brons                                            |                               |
| 1993                                          | Hardware | Dorothé Jehoel     | Mattelierstraat                                         | Groenlo       | brons                                            |                               |
| 1996                                          | Trafohuis getransformeerd transformatorhuisje | Dirk Hakze         | Ziekenhuisstraat zichtbaar vanaf Deken Hooijmansingel   | Groenlo       | vierzijdige muurschildering met metalen objecten |                               |
| 1997                                          | Glazen Monument op het onderstuk de namen van in de oorlog 1940-1945 omgekomenen, op de wimpel de tekst: "Aan den uitgang van ieder dal komt men in de ruimte en in het licht" |                    | Winterswijkseweg/ Lichtenvoordseweg                     | Groenlo       | glas                                             |                               |
| 1999                                          | De Zwaan | Coba Koster        | In gracht bij Dierenpark                                | Groenlo       | brons                                            | Coba Koster: "De Zwaan", 1999 |
| 1999                                          | Trois mains | Pépé Grégoire      | Lichtenvoordseweg in parkje                             | Groenlo       | brons                                            |                               |
| 2001                                          | I love reptile | Simona Vergani     | Deken Hooijmansingel bij de gracht                      | Groenlo       | brons                                            |                               |
| 2002                                          | Europa | Eric Claus         | Wheme                                                   | Groenlo       | brons                                            |                               |
| 2004                                          | Met mekare, veur mekare | Nicolas Dings      |                                                         | Zwolle        | brons                                            |                               |
| 2004                                          | Zonder titel kleurrijke stapeling van figuren | Kees Salentijn     | Buitenschans gezondheidscentrum Den Papendiek           | Groenlo       |                                                  |                               |
| 2007                                          | Een daverend alaaf! | Willem te Volder   | Houtwal                                                 | Groenlo       | brons                                            |                               |
| 2008                                          | Grol 1627 | Kees Jansen        | Nieuwestraat                                            | Groenlo       | brons                                            |                               |
| 2010                                          | Vrij-uit | Marga Bles         | De Dael                                                 | Groenlo       | brons op 3 meter hoge roestvaststalen sokkel     |                               |
| 2021                                          | Silhouet van een dame (1 van 8 silhouetten, waarvan 7 in Groenlo, die verwijzen naar 1627, tijdens de Tachtigjarige Oorlog)                                                    |                    | Kevelderstraat                                          | Groenlo       | plaatijzer                                       | Silhouet van een dame         |
|                                               | Dans (gestolen) | Peter Hoogerwerf   | De Dael                                                 | Groenlo       | brons                                            |                               |
|                                               | Brunnengespräch | Loni Kreuder       | Parallelweg Hoofdkantoor Nedap                          | Groenlo       |                                                  |                               |
|                                               | Communicatie | Eric Claus         | Oude Winterswijkseweg Rabobank Groenlo                  | Groenlo       | brons                                            |                               |
|                                               | De Boom | Xander Spronken    | De Horst                                                | Groenlo       | smeedijzer                                       |                               |
|                                               | Vreugdesprong | Lia van Vugt       | Deken Hooijmansingel/ Lichtenvoordseweg                 | Groenlo       | brons                                            |                               |
|                                               | UFO ontmoetingsplek bij de school | Wilma Bertheux     | Lichtenvoordseweg Marianumschoolterrein                 | Groenlo       | plexiglas en geverfd metaal                      |                               |
|                                               | Brug | Rob Lubrecht       | Deken Hooijmansingel                                    | Groenlo       | metaal, hout, staalkabel                         |                               |
|                                               | Vrouw met hond | Peter Hoogerwerf   | Ziekenhuisstraat tuin De Molenberg                      | Groenlo       | brons                                            |                               |
|                                               | Godenpaar | Dick Aerts         | Boompjeswal                                             | Groenlo       | brons                                            |                               |
|                                               | Marketenster | Willy Vaags        | Eiberseweg/Marhuizenweg                                 | Groenlo       | houtsnijwerk                                     | Willy Vaags: "Marketenster"   |
|                                               | Hellebaardier | Willy Vaags        | Eiberseweg/Marhuizenweg                                 | Groenlo       | houtsnijwerk                                     | Willy Vaags: "Hellebaardier"  |
|                                               | Crucifix |                    | Boerijendijk/Meddoseweg                                 | Zwolle        |                                                  | Crucifix                      |
|                                               | Reuze keu en biljart ballen |                    | Zieuwentseweg, bij buurthuis 't Kevelder                | Zieuwent      |                                                  | Reuze keu en biljart ballen   |